# Grauspitz
Grauspitz, Vorder Grauspitz (2600 lub 2599 m n.p.m.) – szczyt w Alpach Wschodnich, w paśmie Rätikon, położony na granicy Liechtensteinu i Szwajcarii, jeden z dwóch wierzchołków góry Grauspitz obok niższego Schwarzhornu.
Jako najwyższy punkt Księstwa Liechtensteinu góra należy do Korony Europy. Zdobycie Grauspitz jest możliwe wieloma trasami jednak nie istnieje żaden stale utrzymywany szlak turystyczny prowadzący na szczyt, dlatego góra ta jest zdecydowanie mniej popularna niż sąsiadujące szczyty Falknis i Naafkopf. Najprostsza trasa prowadzi najpierw przez Hinter Grauspitz, a następnie po cienkiej grani na Vorder Grauspitz.